# Truncatellina rothi
Truncatellina rothi is een slakkensoort uit de familie van de Vertiginidae. De wetenschappelijke naam van de soort is voor het eerst geldig gepubliceerd in 1916 door Reinhardt.